# Les Festes vénitiennes
Les Festes vénitiennes ("Le feste veneziane"), titolo oggi spesso trascritto con la grafia moderna di Les Fêtes vénitiennes, è un'opéra-ballet del compositore francese di ascendenza italiana André Campra. Essa si articola in un prologo (talora successivamente omesso, abbreviato o sostituito) e tre (poi quattro o cinque) entrées (atti), tutti su libretti di Antoine Danchet, e fu data in prima assoluta dall'Académie Royale de Musique al Théâtre du Palais-Royal di Parigi,  il 17 giugno 1710. Secondo l'uso del tempo, essa fu messa originariamente in cartellone con la semplice definizione di
"ballet", ma rappresenta in effetti uno dei più importanti e fortunati esempi del nuovo genere operistico che gli studiosi avrebbero chiamato opéra-ballet e che stava allora affermandosi sulla scena parigina.

## Caratteristiche e vicenda storica
All'inizio del XVIII secolo il pubblico dell'Opéra di Parigi andava dimostrandosi sempre più insofferente nei confronti del menu operistico proposto dal Teatro, fatto quasi invariabilmente di tragédies lyriques collocate nel solco maestro tracciato e consolidato da Lully e Quinault nei decenni precedenti. In tale situazione la novità rappresentata dall'opéra-ballet, con le sue ambientazioni e i suoi personaggi di stampo realistico, e con i suoi intrecci comici, venne vista come la possibile alternativa. Lo schema del nuovo genere operistico, poi, era estremamente flessibile: ogni entrée, come venivano chiamati gli atti, aveva trama e personaggi indipendenti, e le varie entrées erano legate tra di loro soltanto da un tenuissimo, evanescente, filo conduttore (nel caso de Les festes vénitiennes, ad esempio, l'ambientazione veneziana).
L'opera di Campra e Danchet si rivelò fin dall'immediato molto popolare e, tramite una sorta di approccio per tentativi ed errori, fu sottoposta ad un processo di continue revisioni, con la sostituzione di vari atti e con l'aggiunta di nuovi, allorquando sembrava che qualcuno di essi o l'opera nel suo complesso stessero perdendo punti nell'interesse del pubblico. Tra giugno e dicembre Campra e Danchet lavorarono su un totale di due prologhi e otto entrées e l'opera rimase in cartellone per molte decine di rappresentazioni, avendo già raggiunto la cinquantunesima il 14 ottobre, quando le venne data un'organizzazione su un prologo, abbreviato, e quattro entrées (che dovevano poi diventare cinque nel successivo mese di dicembre).
Dopo il successo senza precedenti del 1710-1711, l'opera fu ripresa regolarmente nell'arco di una cinquantina d'anni, sia pure con ulteriori modificazioni nell'assetto delle entrées (1712, 1713, 1721, 1731-1732, 1740, 1750-1751 1759), e fornì dell'ottimo materiale esecutivo su cui misurarsi, a praticamente tutti i maggiori artisti che si trovarono a calcare le scene dell'Opéra nello stesso periodo di tempo. Al momento della sua uscita di repertorio, aveva raggiunto il numero ragguardevole di circa trecento spettacoli.

## Roles
| Personaggi | Tipologia vocale | Interpreti della prima 17 giugno 1710 (Direttore: Louis de La Coste)                                                                     |
| Prologo: Le Triomphe de la Folie sur la Raison dans le temps de Carnaval ("Il trionfo della Follia sulla Ragione in tempo di Carnevale") | Prologo: Le Triomphe de la Folie sur la Raison dans le temps de Carnaval ("Il trionfo della Follia sulla Ragione in tempo di Carnevale") | Prologo: Le Triomphe de la Folie sur la Raison dans le temps de Carnaval ("Il trionfo della Follia sulla Ragione in tempo di Carnevale") |
| --- | --- | --- |
| La Follia | soprano | Marie-Catherine Poussin |
| La Ragione | soprano | Mlle Desmatins |
| Il Carnevale | basse-taille (basso-cantante/baritono)                                                                                                   | Gabriel-Vincent Thévenard |
| Héraclite | basse-taille | Charles Hardouin |
| Démocrite | taille (baritenore) | Louis Mantienne |
| Prima entrée: La Feste des barqueroles ("La festa dei barcaioli")                                                                        | | |
| Dottore veneziano | basse-taille | Jean Dun 'padre' |
| Lilla, giovane gondoliera | soprano | Mlle Dun |
| Damiro, amante di Lilla | haute-contre | Jacques Cochereau |
| Gondoliera rappresentante la Vittoria | soprano | Mlle Hacqueville (or D'Huqueville) |
| Gondoliere | haute-contre | Guesdon |
| Seconda entrée: Les Sérénades et les Joüeurs ("Le serenate e i suonatori")                                                               | | |
| Léandre, giovane francese innamorato di Irene                                                                                            | basse-taille | Gabriel-Vincent Thévenard |
| Isabelle, veneziana innamorata di Léandre                                                                                                | soprano | Françoise Journet |
| Lucile, veneziana innamorata di Léandre                                                                                                  | soprano | Mlle Pestel |
| Irène, veneziana amata da Léandre | soprano | Mlle Dun |
| La Fortuna | soprano | Françoise Dujardin |
| Seguace della Fortuna | haute-contre | M. Buseau |
| Terza entrée: Les Saltinbanques de la place St Marc ou L'Amour saltinbanque ("I saltimbanchi di Piazza San Marco, o Amor saltimbanco")   | | |
| Filindo, capo dei saltimbanchi | basse-taille | Charles Hardouin |
| Eraste, giovane francese innamorato di Léonore                                                                                           | haute-contre | Jacques Cochereau |
| Léonore, giovane veneziana | soprano | Marie-Catherine Poussin |
| Nérine, sorvegliante di Léonore (travesti)                                                                                               | taille | Louis Mantienne |
| Amore saltimbanco (travesti) | soprano | Mlle Dun |
| Prima entrée aggiunta in seguito: La feste marine ("La festa marinara")                                                                  | Prima entrée aggiunta in seguito: La feste marine ("La festa marinara")                                                                  | Prima rappresentazione: 8 luglio 1710 |
| Astophe, veneziano | basse-taille | Jean Dun 'père' |
| Dorante, innamorato di Cephise, travestito da marinaio                                                                                   | haute-contre | Jacques Cochereau |
| Cephise, veneziana | soprano | Françoise Journet |
| Doris, al seguito di Cephise | soprano | Mlle Dun |
| Marinaio | haute-contre | Guesdon |
| Seconda entrée aggiunta in seguito: Le Bal ou le Maître à danser ("Il ballo, o il maestro di danza")                                     | Seconda entrée aggiunta in seguito: Le Bal ou le Maître à danser ("Il ballo, o il maestro di danza")                                     | Prima rappresentazione: 8 agosto 1710 |
| Alamir, principe polacco | basse-taille | Gabriel-Vincent Thévenard |
| Themir, gentiluomo del seguito di Alamir, travestito da principe polacco                                                                 | haute-contre | Buseau |
| Iphise, veneziana | soprano | Françoise Journet |
| Maestro di musica | taille | Louis Mantienne |
| Maestro di danza | ballerino/taille | François-Robert Marcel |
| Maschera | haute-contre | (non indicato) |
| Terza entrée aggiunta in seguito: Les Devins de la Place St Marc ("Gli indovini di Piazza San Marco")                                    | Terza entrée aggiunta in seguito: Les Devins de la Place St Marc ("Gli indovini di Piazza San Marco")                                    | Prima rappresentazione: 5 settembre 1710                                                                                                 |
| Lèandre, cavaliere francese | basse-taille | Gabriel-Vincent Thévenard |
| Zélie | soprano | Marie-Catherine Poussin |
| Zingara | soprano | Mlle Dun |
| Quarta entrée aggiunta in seguito: L'Opéra ou le maître à chanter ("L'Opera, o il maestro di canto")                                     | Quarta entrée aggiunta in seguito: L'Opéra ou le maître à chanter ("L'Opera, o il maestro di canto")                                     | Prima rappresentazione: 14 ottobre 1710                                                                                                  |
| Damire, signore napoletano (Borea) | basse-taille | Charles Hardouin |
| Adolphe, napoletano amico di Damiro | haute-contre | Buseau |
| Attore del Teatro dell'Opera interprete di Zefiro                                                                                        | haute-contre | Buseau |
| Leontine, attrice dell'Opera (Flora) | soprano | Françoise Journet |
| Lucie, altra attrice dell'Opera (pastorella)                                                                                             | soprano | Mlle Dun |
| Maestro di canto | haute-contre | (non indicato) |
| Rodolphe | basse-taille | Courteil |
| Quinta entrée aggiunta in seguito: Le Triomphe de la Folie ("Il trionfo della Follia")                                                   | Quinta entrée aggiunta in seguito: Le Triomphe de la Folie ("Il trionfo della Follia")                                                   | Prima rappresentazione: dicembre 1710 |
| Arlecchino | ballerino/taille | François Dumoulin |
| La Follia | soprano | Marie-Catherine Poussin |
| Dottore | basse-taille | Jean Dun 'père' |
| Spagnolo | haute-contre | Jacques Cochereau |
| Francese | basse-taille | Gabriel-Vincent Thévenard |
| Colombina | soprano | Mlle Dun |
| Altro spagnolo | taille | ? |
| Spagnola | soprano | ? |